# فيفيانا ألدر
فيفيانا ألدر (بالإسبانية: Viviana Alder)‏ هي عالمة أحياء دقيقة أرجنتينية، ولدت في 1957 في بورتو سان جوليان ‏ في الأرجنتين.

## النشأة والتعليم
حصلت ألدر على شهادة في علم المحيطات من جامعة ناشيونال دي لا باتاغونيا عام 1982، وحصلت على الدكتوراه في العلوم البيولوجية من جامعة بوينس آيرس في عام 1995. 

## الروابط الخارجية
- فيفيانا ألدر صفحة ويب